# Список президентів Єгипту
У статті подано список президентів Єгипту.
Партії
| №    | Фото                                                                           | Президент                                                                      | Початок повноважень | Кінець повноважень | Партія                           | Тривалість |
| ---- | ------------------------------------------------------------------------------ | ------------------------------------------------------------------------------ | ------------------- | ------------------ | -------------------------------- | ---------- |
| 1    |                                                                                | Мухаммед Наґіб                                                                 | 18 червня 1953      | 14 листопада 1954  | Геят ат-Тахрір                   | 484 дні    |
| —    | Рада революційного командування Єгипту (Голова: полковник Ґамаль Абдель Насер) | Рада революційного командування Єгипту (Голова: полковник Ґамаль Абдель Насер) | 14 листопада 1954   | 16 січня 1956      | Військовик                       | 428 днів   |
| 2    |                                                                                | Ґамаль Абдель Насер                                                            | 16 січня 1956       | 28 вересня 1970    | Арабський соціалістичний союз    | 5369 днів  |
| в.о. |                                                                                | Анвар Садат                                                                    | 28 вересня 1970     | 17 жовтня 1970     | Арабський соціалістичний союз    | 19 днів    |
| 3    | 17 жовтня 1970                                                                 | Анвар Садат                                                                    | 6 жовтня 1981       | 4007 днів          | Арабський соціалістичний союз    |            |
| 3    | 17 жовтня 1970                                                                 | Анвар Садат                                                                    | 6 жовтня 1981       | 4007 днів          | Національно-демократична партія  |            |
| в.о. | ‎                                                                               | Суфі Хасан Абу Талеб                                                           | 6 жовтня 1981       | 14 жовтня 1981     | Національно-демократична партія  | 7 днів     |
| 4    |                                                                                | Хосні Мубарак                                                                  | 14 жовтня 1981      | 11 лютого 2011     | Національно-демократична партія  | 10743 днів |
| —    | Вища рада Збройних сил (Голова: фельдмаршал Мухаммед Хусейн Тантаві)           | Вища рада Збройних сил (Голова: фельдмаршал Мухаммед Хусейн Тантаві)           | 11 лютого 2011      | 30 червня 2012     | Військовик                       | 505 днів   |
| 5    |                                                                                | Мухаммед Мурсі                                                                 | 30 червня 2012      | 3 липня 2013       | Партія свободи та справедливості | 368 днів   |
| в.о. |                                                                                | Адлі Мансур                                                                    | 4 липня 2013        | 8 червня 2014      | Безпартійний                     | 339 дні    |
| 6    |                                                                                | Абдель Фаттах Ас-Сісі                                                          | 8 червня 2014       |                    | Безпартійний                     | 3941 днів  |